# Emerald Isle, Northwest Territories
Emerald Isle är en ö i Kanada.   Den ligger i territoriet Northwest Territories, i den norra delen av landet, 3 900 km nordväst om huvudstaden Ottawa. Arean är 549 kvadratkilometer.
Terrängen på Emerald Isle är platt. Öns högsta punkt är 76 meter över havet. Den sträcker sig 21,9 kilometer i nord-sydlig riktning, och 36,0 kilometer i öst-västlig riktning.
Trakten runt Emerald Isle är permanent täckt av is och snö. Trakten runt Emerald Isle är nära nog obefolkad, med mindre än två invånare per kvadratkilometer.